# Branka Veselinović
Branka Veselinović serb. Бранка Веселиновић (ur. 16 września 1918 w Bečeju, zm. 8 lutego 2023 w Belgradzie) – serbska i jugosłowiańska aktorka teatralna i filmowa.

## Życiorys
Przyszła na świat na jako Branka Čosić w należącym wówczas do Austro-Węgier mieście Óbecse (dzis. Bečej), jako córka bibliotekarza Aleksandara Čosicia i nauczycielki Jovanki z d. Monašević. W latach 1936–1938 uczyła się sztuki aktorskiej w szkole działającej przy Teatrze Narodowym w Belgradzie. Zadebiutowała na scenie Serbskiego Teatru Narodowego w Nowym Sadzie. W 1940 przeniosła się do Belgradu, gdzie występowała na scenie Teatru Sztuki, a następnie od 1944 na scenie Teatru Narodowego. Od 1947 przez ponad 30 lat występowała na deskach Jugosłowiańskiego Teatru Dramatycznego. Była jedną z nielicznych aktorek występujących nadal po ukończeniu stu lat życia. Na scenach pojawiała się aż do 2023, będąc najstarszą serbską aktorką czynną zawodowo, a także prawdopodobnie najstarszą czynną zawodowo aktorką na świecie.
W swojej karierze wystąpiła w 50 filmach fabularnych i serialach telewizyjnych. Od 1970 występowała także w filmach amerykańskich – w tym samym roku pojawiła się w filmie The Twelve Chairs Mela Brooksa.

## Życie prywatne
W 1948 poślubiła aktora Mlađę Veselinovicia (1915-2012) z którym była do jego śmierci w roku 2012.

## Role filmowe (wybór)
- 1950: Muva
- 1957: Mali čovek
- 1960: Bolje je umeti jako sekretarka
- 1960: Ožalošćena porodica jako Gina
- 1961: Velika turneja jako Nina
- 1964: Narodni poslanik jako Marina
- 1966: Sretni umiru dvaput jako Jela
- 1966: Pre rata jako Gina
- 1966: Ljudi u papagaji jako Javorka
- 1970: Dwanaście krzeseł jako Natasza
- 1972: Zločin i kazna jako Aliona
- 1977: Babino unuce jako żona dyrektora
- 1993: Ruski car jako pani Milojković
- 2005: Ljubav, navika, panika jako Grdana
- 2008-2009: Gorki plodovi jako Radmila
- 2011: Miris kiše na Balkanu jako Estera
- 2014: Urgentni centar jako pani Andrić

## Nagrody i wyróżnienia
W 1964 otrzymała prestiżową nagrodę Sterija za rolę Giny w filmie Ožalošćena porodica. Otrzymała także nagrodę Branislava Nušicia i nagrodę Vuka Karadžicia. Była honorową obywatelką Belgradu i Nowego Sadu. Jej imieniem nazwano nagrodę aktorską przyznawaną od 2012. W 1980 otrzymała godność Ambasadora UNICEF. Wyróżnienie to było związane z działalnością aktorki na rzecz dzieci niepełnosprawnych.